# Latino (rey)

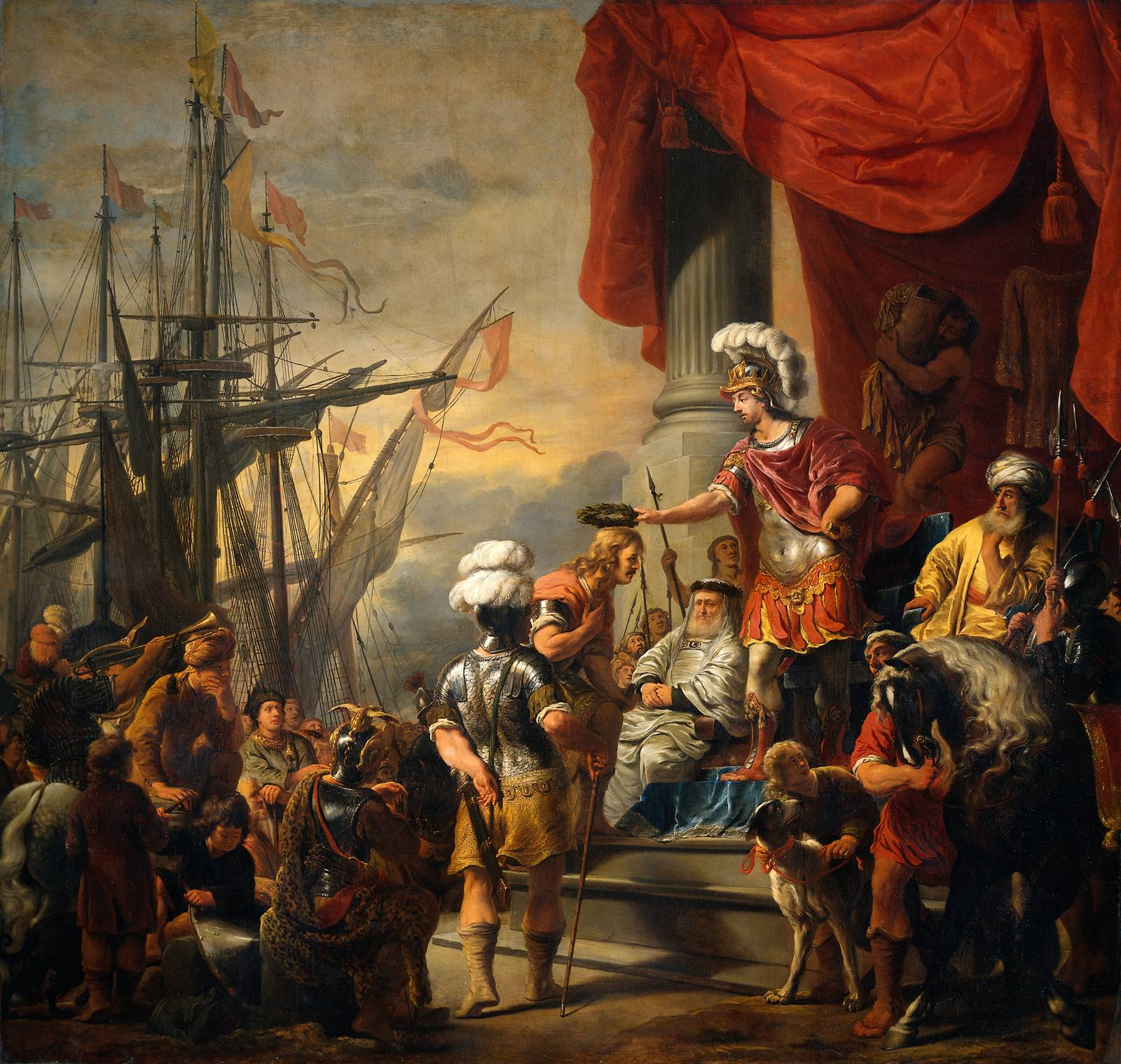
Ferdinand Bol: Eneas recibe el galardón (Aeneas reikt prijzen uit). Ca. 1661 - 1663.

Latino (Latinus en latín, Λατῖνος en griego) es el héroe epónimo de los latinos, perteneciente a la mitología grecorromana. Su genealogía e historia son confusas, dependiendo de la fuente que lo cite.

## Mitología griega
En la tradición helénica Latino es descrito en la Teogonía de Hesíodo: «Circe, hija de Helio Hiperiónida, en abrazo con el intrépido Odiseo, concibió a Agrio y al intachable y poderoso Latino; también parió a Telégono por mediación de la dorada Afrodita. Éstos, muy lejos, al fondo de las islas sagradas, reinaban sobre los célebres tirrenos». En la Biblioteca mitológica se dice de Odiseo que «allí lo acogió Calipso, hija de Atlante, en quien engendró un hijo, Latino». Lido pretende demostrar, de manera artificiosa, que Griego y Latino eran hermanos, o lo que es lo mismo, que griegos y latinos tenían un origen común en Zeus y Pandora, la hija de Deucalión. En una edición de las Fábulas se nos dice que «de Telémaco nació Latino, que denominó con su nombre la lengua latina». Tzetzes dice los hijos de Odiseo y Circe dieron sus nombres a varios territorios itálicos. Estos hijos eran Telégono, Ardeas, Latino, Ausono y Casífone.

## Mitología romana
Latino o Lavinio fue el rey de los aborígenes (el pueblo más antiguo de Italia), con la corte en Laurentia (la ciudad de los laureles), situada en la llanura de Laurento. De ahí el gentilicio de laurentinos o latinos.

### El origen de Latino
Sobre la genealogía de Latino existen dos tradiciones distintas en la mitología romana. Según una, sus padres serían el profeta Fauno (llamado también Luperco), rey de Laurentia, y la ninfa de Minturnas Marica; ambos serían posteriormente divinizado.
La otra versión relaciona a Latino con la leyenda de Hércules. Cuando Heracles regresó del país de Gerión, trajo consigo una joven hiperbórea que había recibido de su padre como rehén. A su paso por Italia, la dio en matrimonio a Fauno. Esta joven se llamaba Palanto, considerada entonces como la epónima del Palatino o Palanteo: la primera Roma, la aldea palatina fundada, según se dice, por Evandro. Al casarse con Fauno, Palanto, que se había unido a Hércules, estaba encinta, y tuvo un hijo que fue el rey Latino.
Una variante de la leyenda sostiene que Latino era hijo de Heracles y la viuda de Fauno o su hija Bona Dea. También se le hace hijo de Evandro, a quien el héroe Heracles salvó de un tributo pendiente con los etruscos; y, también, del monstruo Caco.
La esposa de Latino fue Amata; y su hija, Lavinia.

### Reinado y muerte de Latino
La tradición no es menos compleja en lo referente a las aventuras. Según las distintas versiones, apoyó a Eneas o luchó contra él. Los autores se ponen más de acuerdo en que Eneas se casó en segundas nupcias con Lavinia, en cuyo honor fundó la ciudad de Lavinio, y heredó el reino de Latino.
- En la versión que sostiene que acogió hospitalariamente a Eneas, se relata que Latino recibió en sus dominios al ejército de exiliados troyanos, les permitió establecese en el Lacio y les cedió un terreno (de 680 hectáreas, si hay que dar crédito a un fragmento de Catón conservado por Servio en su comentario a la Eneida). Latino además ofreció la mano de su hija Lavinia a Eneas. Pero los troyanos, al parecer, efectuaron incursiones de pillaje en los territorios circundantes, hasta el extremo de que Latino, para detenerlos, se alió con el rey de los rútulos: Turno. En el curso una batalla decisiva, perecieron Turno y Latino, la capital de los aborígenes, que, según esta versión se llamaba Laurolavinium, fue tomada, y Eneas pasó a ocupar el trono. Los dos pueblos, los aborígenes y los inmigrantes troyanos, se unieron en uno solo que, en memoria del rey, adoptó la denominación de Latino.

- En la leyenda que dice que Latino combatió a Eneas, éste tocó la costa latina dos años después de la toma de Troya, y comenzó inmediatamente a edificar una ciudad. Latino, que estaba ya en guerra contra los rútulos, acudió enseguida a la cabeza de un nutrido ejército para impedir que se instalase en su territorio la colonia troyana. Al anochecer, llegó a las cercanías del campamento troyano, y al ver a los compañeros de Eneas armados a la manera griega y dispuestos en línea de batalla, decidió no entablar combate hasta el día siguiente. Durante la noche, en sus sueños, Latino y Eneas fueron invitados por sus respectivas divinidades a concertar un pacto. Así, a la mañana siguiente, quedó decidida la alianza. Los aborígenes cedieron parte de su territorio a los troyanos, y éstos, en pago, se comprometieron a ayudarlos contra los rútulos. Para sellar la alianza, Eneas se casó con Lavinia, pero este matrimonio hizo estallar la guerra con Turno, quien, en esta versión, no es un rútulo, sino, al parecer, un tirreno sobrino de la reina Amata. En el combate subsiguiente, murieron Latino y Turno, cuyo pueblo fue conquistado. Eneas, como esposo de Lavinia, fue nombrado rey de los aborígenes, que, junto a los troyanos, pasarían a llamase latinos.

- En la Eneida, Virgilio presenta una versión que concilia las dos variantes anteriores. En ella, Eneas es bien recibido por Latino, a quien los adivinos han aconsejado que por designio de Júpiter otorgue la mano de su hija a un héroe extranjero. Cuando los emisarios de Eneas llegan a su capital, el rey comprende que el oráculo debe cumplirse, y entonces ofrece al forastero la mano de Lavinia, que por entonces estaba comprometida con Turno, rey de los rútulos. La reina Amata, su tía, y Turno (persuadido por Juno) incitan a Latino a declarar la guerra a los troyanos, pero Latino se niega. Entonces, la propia Juno abre las puertas del templo de la guerra (el templo de Jano que, en Roma, permanecía cerrado en tiempo de paz y se abría al iniciar las hostilidades, con lo cual Virgilio traslada a la ciudad de Laurentia una costumbre romana) y Turno, subiendo a la ciudad, iza la bandera que llama a las armas. En la guerra que se desencadena, Latino se mantiene al margen, limitándose a mandar pedir a los troyanos una tregua para enterrar a los muertos, y a tratar de disuadir a Turno de su propósito de desafiar a Eneas en combate singular. A la muerte de Turno, Latino concierta la paz con los troyanos.

Dos testimonios nos permiten conocer una leyenda según la cual el rey Latino desapareció durante una batalla librada contra el rey de Cere, Mecencio, y se convirtió en el dios Júpiter Latino, al que en la época histórica rendía culto la confederación latina en el monte Albano, que domina el Lago Nemi.

### Descendencia
Según la genealogía de la mitología romana, Ascanio, el hijo de Eneas, fundó Alba Longa, y sería el primero de una larga lista de reyes. De la unión de troyanos y laurentinos nació el pueblo latino. La sucesión genealógica con Latino sigue así: Saturno - Pico - Fauno - Latino - Lavinia (la última esposa de Eneas) - Ascanio - Silvio. 